# Sewards End
Sewards End è un villaggio e parrocchia civile dell'Inghilterra, appartenente alla contea dell'Essex.